# 실비아 나사르
실비아 나사르(Sylvia Nasar 1947년 8월 17일~)는 아버지와 독일인 어머니 사이에서 태어난 미국 경제학자,문학가 및 언론인으로 존 내쉬(John Forbes Nash Jr.)에대한 실화에 기반한 소설 뷰티풀 마인드(A Beautiful Mind)의 전기로 가장 잘 알려져 있다.
이 전기는 무승인 작업(unauthorized work)으로 알려져있다. 그녀는 이 전기로 전미 도서 비평가 협회상(National Book Critics Circle Award)를 수상했다. Nasar는 현재 콜럼비아 대학교(Columbia University)의 컬럼비아 대학교 언론대학원(Columbia University Graduate School of Journalism)에서 서임명예교수(Knight Professor Emerita)로 재직하고 있다. 한편 뷰티풀 마인드(A Beautiful Mind)는 전미도서비평가협회 전기상 수상,퓰리처상 전기 부문 최종심사 작품, 론-풀랑 과학도서상 수상작이기도 하다.

## 활동
실비아 나사르(Sylvia Nasar)는 안티오크 대학(Antioch College)에서 문학을 전공했다. 뉴욕 대학교(New York University; NYU)에서 경제학 석사학위를 받았다. 이후 약4년간 노벨 경제학상 수상자인 바실리 바실리예비치 레온티예프(러시아어: Василий Васильевич Леонтьев, 영어: Wassily Leontief)의 경제분석 연구소에서 활동했다. 1983년부터 포춘에서 칼럼니스트, U.S. 뉴스 & 월드 리포트(U.S. News & World Report)의 칼럼니스트, 뉴욕 타임스 기자로 일한바있다.

## 같이 보기
- 내쉬 균형